# Plus haut
Pour plus de détails, voir Fiche technique et Distribution.
Plus haut est un film français réalisé par Nicolas Brevière et sorti en 2002.

## Fiche technique
- Titre : Plus haut
- Réalisation : Nicolas Brevière
- Scénario : Nicolas Brevière
- Photographie : Sylvia Calle
- Décors : Véronique Assens
- Son : Laurent Benaïm, Gildas Mercier, Sammy Nekib et Alexis Place
- Montage : Dominique Petrot
- Musique : Hervé Timsit
- Sociétés de production : Adam Productions - Local Films
- Société de distribution : Épicentre Films
- Pays de production :  France
- Durée : 85 minutes
- Date de sortie : France - 19 juin 2002

## Distribution
- Margot Abascal : Juliette
- Pascale Arbillot : Claire
- Camille Japy : Irène
- Lucia Sanchez : Victoria
- Stéphane Metzger : Paul
- Arnaud Viard : Henri
- Florence Loiret Caille : Juliette 2